# Opistophthalmus tumas
Espèce
Opistophthalmus tumas est une espèce de scorpions de la famille des Scorpionidae.

## Distribution
Cette espèce est endémique de la région d'Erongo en Namibie. Elle se rencontre dans le parc national de Namib-Naukluft sur le Tumasberg.

## Description
Le mâle holotype mesure 41,44 mm et la femelle paratype 47,99 mm .

## Systématique et taxinomie
Cette espèce a été décrite par Ythier en 2023.

## Étymologie
Son nom d'espèce lui a été donné en référence au lieu de sa découverte, l’inselberg de Tumas ou Tumasberg, dans la plaine de Tumas (« Tumas Vlakte »).

### Publication originale
- (en) Ythier, « A New Species of Opistophthalmus C. L. Koch, 1837 from Namibia (Scorpiones: Scorpionidae) », Faunitaxys, vol. 11, no 23,‎ 2023 (lire en ligne).